# Twórca (film)
Twórca (ang. The Creator) – amerykański film fantastycznonaukowy z 2023 roku w reżyserii Garetha Edwardsa. Zdjęcia kręcono m.in. w Tajlandii.

## Fabuła
Na Ziemi toczy się wojna pomiędzy Stanami Zjednoczonymi a sztuczną inteligencją, wspieraną przez zjednoczone państwa azjatyckie. Były agent służb specjalnych, Joshua, zostaje zwerbowany do zniszczenia tajnej broni stworzonej przez Nirmatę, tajemniczego przywódcę maszyn i tytułowego Twórcę.
Okazuje się jednak, że owa broń to kilkuletnia, cybernetyczna dziewczynka, zaprogramowana do zdalnej kontroli nad technologią. Joshua postanawia uratować dziecko przed amerykańską armią i dostarczyć je na tereny opanowane przez SI.

## Obsada
- John David Washington jako sierżant Joshua Taylor
- Madeleine Yuna Voyles jako „Alphie”
- Gemma Chan jako Maya Fey-Taylor / Nirmata
- Allison Janney jako pułkownik Howell
- Ken Watanabe jako Harun
- Sturgill Simpson jako Drew
- Ralph Ineson jako generał Andrews
- Veronica Ngo jako Kami

## Odbiór

### Wyniki finansowe
Przy budżecie szacowanym na 80 milionów dolarów, film zarobił na świecie około 104 milionów.

### Opinie
Film spotkał się z umiarkowanie pozytywnym odbiorem ze strony krytyków oraz widzów. Według serwisu Rotten Tomatoes, 66% dziennikarzy oceniło go pozytywnie, natomiast wśród publiczności odsetek ten wyniósł 76%.

### Nagrody
Twórca był nominowany do dwóch Oscarów: za najlepszy dźwięk oraz najlepsze efekty specjalne.